# Sergej Vladimirovitsj Izbasj
Sergej Vladimirovitsj Izbasj, vaak geschreven als Sergei Izbash (Сергей Владимирович Избаш, 1904 - 1986) was een Russisch waterbouwkundig ingenieur en doctor in de technische wetenschappen Hij was hoogleraar en hoofd van de Afdeling hydraulica van het Moskouse waterkrachtinstituut MEI (1946-1971).

## Biografie
Hij werd in 1904 in de Zwitserse stad Lausanne geboren als familie van zeelieden. Zijn grootvader, vice-admiraal Pjotr Petrovitsj Schmidt (Пётр Петрович Шмидт), werd na zijn pensionering burgemeester van de stad en directeur van de haven van Berdjansk. Zijn vader, Vladimir Z. Izbasj (Владимир Захарович Избаш), ook een zeeman, was stuurman op de grote vaart.
Hij studeerde in het gymnasium van de stad Cherson. Vanaf 1920 werkte hij als brandweerman aan boord van het stoomschip Toela van de Kaspische scheepvaartmaatschappij. Van 1922 tot 1923 studeerde hij aan de Azerbeidzjaanse Polytechnische School en Polytechnisch Instituut van Leningrad (LPI, nu Sint-Petersburg Polytechnische Universiteit "Peter de Grote"), waar hij in 1929 afgestudeerd met een graad in waterbouwkunde.
Nadat hij afstudeerde aan het instituut, ging hij naar de doctoraal opleiding, onder leiding van N.N. Pavlovski, academicus op het gebied van hydraulica en waterbouwkunde. Hij schreef zijn afstudeerscriptie over "De grenzen van de toepasbaarheid van de Darcy-wet en de berekening van turbulente filtratie" (1931).
Vanaf 1931 gaf hij leiding aan verschillende laboratoriumstudies van hydraulische constructies. Op hetzelfde moment begon hij les te geven aan het LPI en andere universiteiten. Hij werkte aan zijn proefschrift, dat hij in 1938 verdedigde. Het onderwerp van zijn proefschrift was: "Hydraulica bij de bouw van waterbouwkundige werken." In 1940 werd hij gekozen tot hoogleraar aan de Afdeling Hydraulische Constructies aan het LPI.

## Steenstabiliteit
Gedurende die tijd deed hij onderzoek naar het afsluiten van rivieren in Siberië, die van Stalin moesten worden omgeleid om water naar het zuiden van de Sovjet-Unie te brengen. In 1939 schreef hij Гидравлика производства работ по преграждению русла (Hydraulica van Rivierafsluitingen), uitgegeven door Госстройиздат (Gosstrojizdat). Dit boek bevat de basis van zijn stabiliteitsformule, maar was al eerder beschreven in een publicatie van 1935. Later is deze publicatie vertaald in de transacties van het Instituut, en ook in het Engels (door het US Army Corps of Engineers).

## De Tweede Wereldoorlog
Tijdens de Tweede Wereldoorlog, vanaf 1942, werkte hij aan het Georgisch Industrieel Instituut als professor aan de Afdeling Hydraulische Constructies. In 1944 werd hij teruggeroepen naar Moskou om te werken bij het corps van de Genie van het Rode Leger, waar hij toezicht hield op het ontwerp en de bouw van gebouwen aan het front en tegelijkertijd werkte aan het herstel van de watervoorziening.

## Na de Tweede Wereldoorlog
Om ingenieurs op het gebied van hydraulica en waterbouwkunde te trainen werd in 1946 de waterkrachtfaculteit (GEF) opgericht bij het Moskouse Waterkrachtinstituut MEI (Институт Энергомашиностроения и Механики), dat de afdelingen hydraulica, waterkracht, hydraulische machines en hydraulische constructies omvatte. Hij werd benoemd tot hoofd van de afdeling Hydraulica. Zijn onderzoeksinteresses waren studies van hydraulische processen op modellen van een aantal waterkrachtcentrales die ontworpen en in aanbouw waren. Hij was ook de wetenschappelijk directeur van het hydrotechnisch laboratorium dat werd opgericht om het project van de waterkrachtcentrale Koejbysjev aan de Wolga te onderbouwen.
Hij lid van de redactie van het tijdschrift "Waterbouwkundige Constructies", een adviseur van het Gipromez-instituut, een lid van het Sovjet Nationale Comité van de Internationale Vereniging van Waterkrachtcentrales.

## Theoretisch onderzoek
Hij ontwikkelde hydraulische theorieën over de filtratieweerstand van breuksteen, de bodembescherming van rivierbeddingen, hij leidde de hydraulische studies van de constructies in de Wolga, Neva, Beneden-Toelom, Viljoej, Kama, en bij de Noerek-waterkrachtcentrales. Ook was hij betrokken bij de bouw van de Aswandam in Egypte.
Samen met de Estse hydraulicus Heiti Haldre schreef hij in 1959 het boek "hydraulics of river channel closures" [Гидравлика перекрытия русел рек], uitgegeven door Гос. жнерж. изд-во (Gos.Zjnerzj). Dit boek is vertaald door G.L. Cairns van CIRIA en in 1970 bij Butterworth uitgegeven. In dit boek geeft hij een overzicht van zijn werk, en geeft hij de afleiding van zijn formule (formule 69 in dat boek).

## Onderscheidingen
Hij heeft de eretitel "Geëerde arbeider van wetenschap en technologie van de Russische Federatie" gekregen, alsmede een eremedaille «Знак Почёта» (Znak Potsjota) voor zijn werk in de Tweede Wereldoorlog
- Virtual International Authority File: 36147423152644881995